# Kommissarie Späck
Kommissarie Späck är en svensk komedifilm som hade premiär den 4 juni 2010. Filmen parodierar den svenska kriminalserien Beck och är influerad av parodifilmerna Nakna pistolen, Hot Shots och Scary Movie.  Kommissarie Späck (ursprungligen planerad att vara den första filmen i en trilogi) producerades av Happy Fiction och Sonet Film. Filmen är regisserad av Fredrik "Fredde" Granberg och är baserad på kortfilmer som visades under Guldbaggegalan 2007 och 2008. Inspelningen började i oktober 2009 och filmen var först beräknad att ha premiär i april 2010, men den flyttades fram till 4 juni.
Leif Andrée spelar kommissarie Mårten Späck som drar slutsatsen om ett mord att det rör sig om en "seriesjälvmördare". Hans kollega Grünvald Karlsson hittar andra spår som leder till något större. Tillsammans med polisen Irene Snusk löser de "ett av de viktigaste fallen i svensk kriminalhistoria".

## Handling
Harald Hamrell hittas brutalt mördad genomborrad av knivar, gafflar, osthyvlar och en pepparkvarn. Kommissarie Mårten Späck (Leif Andrée) och hans kollega Grünvald Karlsson (Johan Hedenberg) kopplas in på fallet. Den matglade Späcks teori är att det rör sig om en hänsynslös seriesjälvmördare, men den råbarkade Grünvald gör ett fynd på brottsplatsen som snart leder dem in på ett annat spår. Samtidigt får spaningsgruppen tillskott i form av den kvinnliga superpolisen Irene Snusk (Cecilia Frode). Spåren leder dem till något som visar sig vara större än de kunnat ana, ett av kriminalhistoriens värsta brott.

## Rollista
- Leif Andrée - Mårten Späck
- Johan Hedenberg - Grünvald Karlsson
- Cecilia Frode - Irene Snusk
- Kjell Bergqvist - Stefan Holk på Antipiratbyrån
- Per Morberg - Margareta Ohren
- Harald Hamrell - sig själv
- Göran Forsmark - Mollberg
- Jarmo Mäkinen - Enhörningen
- Omid Khansari - Råttan
- Katarina Ewerlöf - Psykolog
- Rolf Skoglund - Grannen
- Jan Mybrand - Roger
- Ulf Malmros - Videohandlare
- Marko Lehtosalo - Narkoman (beroende av piratkopierad film)
- Dogge Doggelito - Pizzabudet
- Leif GW Persson - sig själv
- Hasse Aro - sig själv
- Henrik Norman - Polis Svensson
- Fredde Granberg - En indian
- Oscar Sandberg - Grünvald Karlsson 10 år
- Adrian Athanasopoulos - Stefan 10 år
- Leon Rosenberg - Pojken på skolgården

## Produktion

### Skapande och utveckling
"Tanken är att vi ska vi få en liten inblick i de andra polisfilmerna. De är ju ganska lika de här filmerna med sin uppbyggnad. Visserligen heter den Späck, men det är ju också den största polisfilmen. Har man bara sett Wallander kommer man känna igen sig. De är som sagt väldigt lika, utan att säga att de härmar varandra. Det finns ju en viss likhet mellan de här produktionerna."

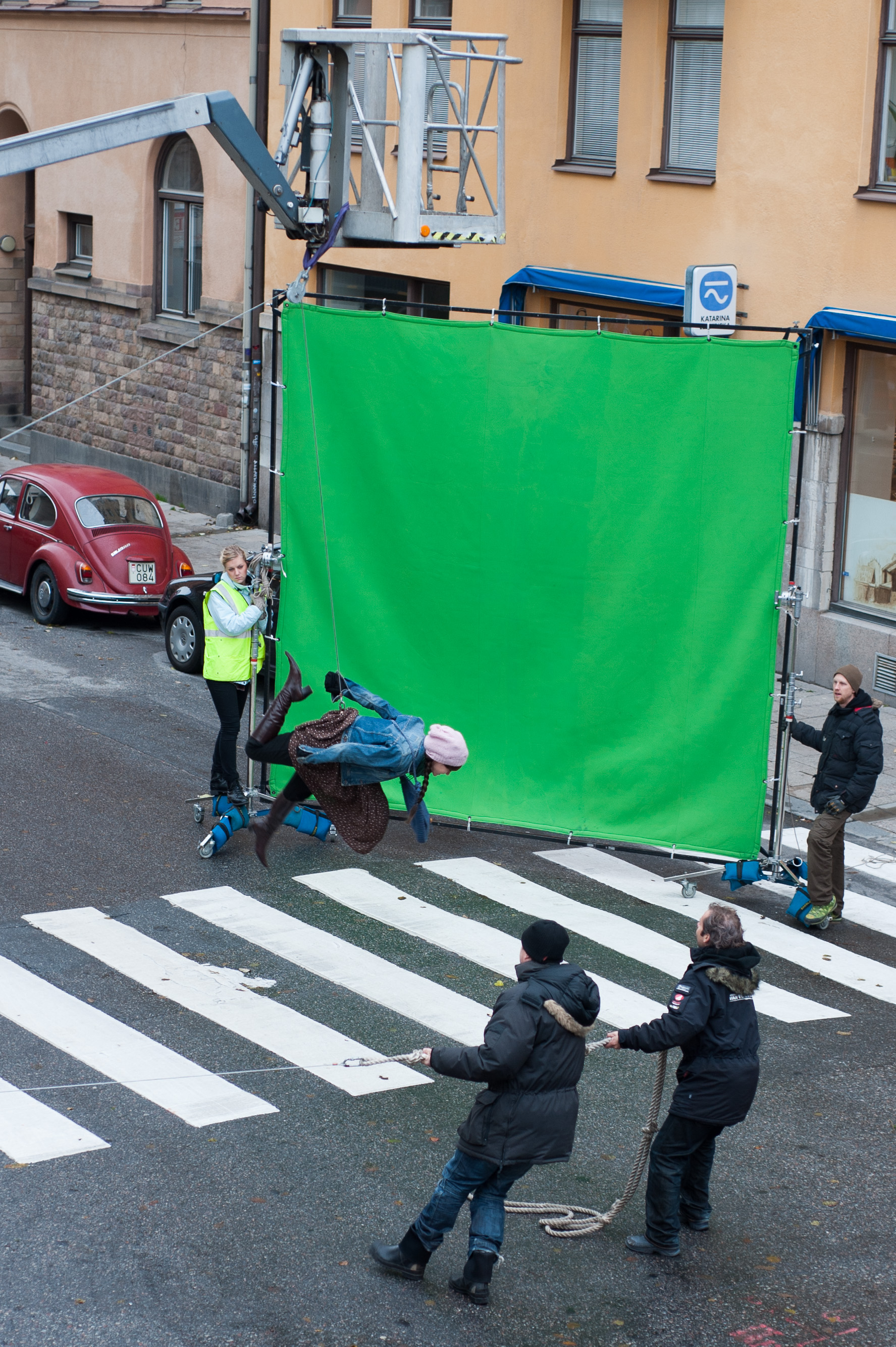
Stunt av Madeleine Barwén Trollvik vid inspelningen av Kommissarie Späck på Åsögatan i Stockholm, oktober 2009

Kommissarie Späck är Sveriges första parodifilm på polisfilmsgenren och är regisserad av Fredde Granberg. Filmen är baserad på "fejkade filmtrailers" som visades under Guldbaggegalan 2007 och 2008. Den första trailern spelades in 2006 när kommittén för galan ringde Granberg och ville ha ett humorinslag så galan skulle vara "lite folkligare". Späck, den första av trailerna, sändes under galan 2007 och Granberg märkte att "det föll jävligt väl ut" så inför nästa år spelades Späck 2 in som sändes under galan 2008.
Filmen är en parodi på den svenska filmserien Beck. Granberg tänkte på den amerikanska trilogin Nakna pistolen och Hot Shots och att Sverige "inte gjort en enda parodifilm, någonsin". Han kände att han "borde kunna göra något större av Späck med tanke på de populära fejktrailarna. Att göra en hel film med Nakna pistolen-style, fast på svenska." Granberg presenterade idén för producenten Peter Possne som "tände på idén direkt". Tomas Michaelsson, producenten för Beck-filmerna, sa att "det är inte oväntat att någon gör en parodi på [Beck]. Alla stora och kända fenomen parodiseras förr eller senare."
Kommissarie Späck hade en budget på 14,5 miljoner kronor och är tänkt att bli den första i en trilogi. Även en tv-serie kan eventuellt spelas in. 2008 hade filmen arbetsnamnet Späck – nätpiraterna och var beräknad att släppas hösten 2009. Filmen började dock inte spelas in förrän i oktober 2009 och var då beräknad att ha premiär 2 april 2010, men flyttades sedan fram till 4 juni.
I mars 2010 skickades en råversion till Statens biografbyrå och fick en femtonårsgräns med motiveringen: "Flera blodiga våldsscener, bland annat en man som genomborras av en förskärare och en man som upprepade gånger hugger sig själv i torson, vilket medför att filmen bedöms kunna orsaka psykisk skada hos barn under 15 år." Filmen fick klippas om för att få en yngre åldersgräns. Filmens producent, Lukas Wojarski, sa att de "håller inte med censuren. Vi kan inte acceptera femtonårsgräns, den här filmen ska vara för alla åldrar. Nu gör vi vissa ändringar och skickar en ny version för granskning [...] vi kommer att fortsätta ändra tills åldersgränsen är där vi vill ha den." I april, efter att filmen klippts om, beslutade Statens biografbyrå att sänka åldersgränsen till 11 år.

### Casting
Leif Andrée spelar kommissarie Mårten Späck, en parodi på titelkaraktären Martin Beck i Beck-filmerna. Cecilia Frode spelar den "sexfixerade" Irene Snusk, en parodi på filmerna om Irene Huss. Frode förberedde sig för rollen genom "sex-research" och sa att "hennes [Irenes] motor är sex och hon är intresserad av alla möjliga sorter. Men hon är också en ambitiös polis". Johan Hedenberg spelar Grünvald Karlsson, en parodi på Mikael Persbrandts rollfigur Gunvald Larsson från Beck som Hedenberg tycker är "så arg så det gör ont när han ler". Enligt Hedenberg vågade han inte tacka ja till rollen innan han ringt Persbrandt och frågat om det var okej. Hedenberg beskrev sin karaktär som "en neandertals-Gunvald" med "IQ som ett ostron". Per Morberg spelar en kvinnlig roll som Margareta Ohren. Martin Becks grannes paradroll spelas av Rolf Skoglund och "går på helt andra saker än alkohol". Katarina Ewerlöf spelar Grünvalds psykolog. Regissören Granberg sa att skådespelarna "ska spela väldigt seriöst i filmen, det är bara det att de säger och gör så händer saker".

## Mottagande

### Kritisk respons
Kommissarie Späck mottags av blandade recensioner. Filmen har ett medel på 2,3 av 5 på Kritiker.se, baserat på 18 recensioner. Jens Peterson från Aftonbladet kallade filmen en "slapp parodi" och tyckte att kortfilmerna på Guldbaggegalan var bättre än filmen och sade: "I stället för en parodi på svensk film blir Kommissarie Späck ännu en seg svensk film. Det är inget att skratta åt." Andreas Samuelson från MovieZine sa att filmen "hade aldrig suttit mer rätt i tiden men tyvärr siktas det lite väl lågt och humorn träffar lika ofta fel som rätt även om skådespelarna gör det uthärdligt." Han berömde Johan Hedenberg och Rolf Skoglunds insatser i filmen.
Som kontrast till de negativare omdömena var David Permén från Upsala Nya Tidning väldigt positiv i sin recension om filmen. Han gav den fyra av fem och sa att "smarta satiren Kommissarie Späck [träffar] mitt i prick."

### Intäkter
Kommissarie Späck debuterade som nummer två på Sveriges box office över biofilmer. Filmen drog in cirka 2,11 miljoner kronor i 136 visningar under första helgen. Nästa vecka drog filmen in ytterligare 1,79 miljoner kronor i 108 visningar och föll ner till en tredje plats. Filmen drog totalt in 11 miljoner kronor.